# Attatha metaleura
Attatha metaleura là một loài bướm đêm trong họ Noctuidae.